# Sørfjorden (Rødøy)
 For alternative betydninger, se Sørfjorden. (Se også artikler, som begynder med Sørfjorden)
Sørfjorden er en fjordarm af Melfjorden i Rødøy kommune i Nordland fylke i Norge. Fjorden er 7 kilometer lang. Den har indløb mellem Snertneset i vest og Hammaren i øst, og går derfra mod syd til indløbet af Gjervalen, som er Sørfjordens fortsættelse mod øst. Den totale længde på hele fjordarmen er rundt 15 kilometer.
På vestsiden af fjorden ligger bygden Kilboghamn og landsbyen Øresvika. På østsiden af fjorden ligger bygden Sørfjorden med butik, postbutik, hurtigbåd- og færgekaj samt småbådehavn i området Oldervik.
Fylkesvej 17 går langs vestsiden af fjorden til Kilboghamn, med færgeforbindelse nordover til Jektvika i Værangfjorden. Færgen har anløb i Oldervika i Sørfjorden (Fylkesvej 431). Fra Kilboghamn går Fylkesvej 442 nordover langs fjorden til Steinsland.